# Ultima Underworld
Pour les articles homonymes, voir Underworld.
Ultima Underworld: The Stygian Abyss est un jeu vidéo de type dungeon crawler en vue subjective développé par Blue Sky Productions et publié par Origin Systems en mars 1992. Il se déroule dans le monde médiéval-fantastique de la série Ultima, à l'intérieur du Great Stygian Abyss, une immense caverne souterraine qui abrite les restes d'une ancienne civilisation utopiste. Le joueur incarne l'Avatar — le principal protagoniste de la série — et tente de sauver la fille d'un baron qui a été enlevée. Ultima Underworld est souvent considéré comme le premier jeu vidéo de rôle en vue subjective se déroulant dans un environnement en trois dimensions et il a introduit un certain nombre d'innovations techniques, dont la possibilité de regarder vers le haut et vers le bas. Son système de jeu, qui s'inspire de Wizardry et de Dungeon Master, mélange des éléments de simulation et de jeu de rôle, ce qui lui vaut d'être désigné comme une « simulation de donjon » par ses concepteurs. Le jeu propose ainsi un gameplay émergent dans lequel le joueur progresse de manière non-linéaire.
À sa sortie, Ultima Underworld est acclamé par la presse spécialisée et, malgré un support marketing limité de la part d'Origin Systems, il se vend à plus de 500 000 exemplaires grâce notamment au bouche à oreille. Il reste aujourd'hui reconnu pour son influence sur le genre, et plus généralement dans le domaine du jeu vidéo. Son moteur de jeu et son gameplay ont en effet influencé de nombreux studios de développement, dont id Software, Bethesda Softworks ou Valve Corporation, et ont inspiré d'autres jeux comme Deus Ex ou BioShock.
Malgré le bond technologique que représente Ultima Underworld, Origin Systems continue ensuite d'utiliser des graphismes en deux dimensions et en vue du dessus pour les titres suivants de la série Ultima. Son moteur de jeu est néanmoins réutilisé pour une suite, baptisée Ultima Underworld II: Labyrinth of Worlds, qui est publiée en 1993. Le développement d'un troisième volet a également été envisagé mais est finalement abandonné. Celui-ci revoit cependant le jour sous la forme d'une suite spirituelle, baptisée Arx Fatalis, qui est publiée en 2002.

## Trame

### Univers
Comme les autres titres de la série Ultima, Ultima Underworld se déroule dans un monde médiéval-fantastique appelé Britania. Le jeu se déroule entièrement à l'intérieur d'un immense donjon souterrain — le Great Stygian Abyss — apparu pour la première fois dans Ultima IV, dans lequel le joueur explore cet abysse afin de retrouver le Codex de la sagesse ultime.
Le jeu débute après les événements racontés dans Ultima VI. Au cours de l'interlude qui sépare les deux jeux, un homme appelé Cabirus décide de s'aventurer dans l'abysse afin d'y créer une colonie utopiste venant compléter les huit colonies existantes de Britania. Chacune de ces dernières incarne en effet une vertu et Cabirus souhaite créer une colonie capable d'incarner les huit vertus du monde. Pour cela, il réunit différentes cultures et races au sein de l'abysse et planifie de maintenir la paix entre ces dernières en confiant à chacune d'elles un artefact magique qui incarne une des huit vertus. Cabirus meurt malheureusement avant d'avoir distribué ces artefacts, la colonie bascule rapidement dans l'anarchie et la guerre, et les artefacts sont finalement perdus. Au début du jeu, la colonie créée par Cabirus n'est plus que ruine mais ses vestiges restent habités par différentes factions d'humains, de gobelins, de trolls et d'autres,.

### Scénario
Peu avant le début du jeu, deux frères magiciens habitant l'abysse, Garamon et Tyball, invoquent accidentellement un démon lors d’une expérience sur le voyage inter-dimensionnel. Pour s'en débarrasser, ils décident d'utiliser Garamon comme appât afin d'attirer le démon dans une salle imprégnée de vertu. Pour s'échapper, le démon propose alors un pacte à Tyball, celui-ci devant trahir Garamon en échange d'un grand pouvoir. Tyball accepte mais avant de mourir, Garamon parvient à enfermer le démon à l’intérieur de la salle et, ayant perdu sa vertu, Tyball ne parvient pas à le libérer. Il planifie alors de sacrifier la fille du Baron Almric afin de gagner accès à la salle où est enfermé le démon.
Dans l'introduction du jeu, le fantôme de Garamon vient hanter les rêves de l'Avatar afin de le prévenir d'un grand danger qui menace Britania. L'Avatar accepte de le suivre et est alors témoin de l’enlèvement d’Arial, la fille du baron Almric, par un mage qui parvient à s'enfuir avec sa victime. Accusé d'être le ravisseur, l'Avatar est mené devant le baron qui décide de lui donner une chance de prouver son innocence. Le mage ayant été repéré près de l'entrée de l'abysse, l'Avatar est alors escorté jusqu'au donjon avec pour objectif de retrouver Arial. Lorsqu’il pénètre dans les souterrains, l'Avatar découvre les vestiges de la colonie de Cabirus. Plusieurs scénarios sont alors possibles, dont la possibilité de décider du destin de deux tribus de gobelins se faisant la guerre, d’apprendre une langue et de jouer d'un instrument pour compléter une quête,,. L'Avatar parvient finalement à retrouver et à vaincre Tyball avant de libérer la fille du baron,. Sentant approcher sa mort, Tyball révèle alors avoir emprisonné le démon dans le corps de la jeune fille pour l’empêcher de détruire le monde. La fille du baron demande alors à l'Avatar d’empêcher le démon de s'échapper avant de se téléporter à la surface pour évacuer les habitants de l'île. Avec l'aide du fantôme de Garamon, l'Avatar réunit les huit talismans de Cabirus et les jette dans le volcan situé à la base de l'abysse, l’énergie ainsi libérée permettant à Garamon d'ouvrir un portail par lequel il renvoie le démon dans une autre dimension. L'Avatar est lui aussi aspiré par le portail jusqu’à une dimension chaotique mais il parvient à s'échapper, à retourner à l'île de l'Avatar et à embarquer sur l'un des bateaux du baron alors que le volcan entre en éruption. À la fin du jeu, l'esprit de Garamon révèle avoir téléporté les habitants de l'abysse jusqu’à un autre donjon.

## Système de jeu
Ultima Underworld est un jeu vidéo de rôle dans lequel le joueur contrôle en temps réel, via une interface en pointer-et-cliquer, un personnage qui doit explorer un donjon représenté en 2,5D que le joueur observe en vue subjective. L'objectif du joueur est d'explorer les différents niveaux de ce donjon, dans lequel la totalité du jeu se déroule, afin de retrouver la fille du baron Almric.

### Personnages
Le jeu débute par la création d'un personnage, le joueur pouvant notamment choisir son genre, sa main dominante, sa classe de personnage et ses compétences. Huit classes de personnage — le barde, le druide, le guerrier, le magicien, le paladin, le rôdeur, le berger et le bricoleur — sont ainsi disponibles dans le jeu, à chaque classe étant associées des caractéristiques — la force, la dextérité et l'intelligence — et des aptitudes qui lui sont automatiquement attribuées. En plus de ces dernières, le joueur peut choisir des compétences génériques comme le combat à la hache, le troc ou le crochetage de serrures. En combattant les créatures qui peuplent le donjon ou en accomplissant des quêtes, le personnage accumule de l'expérience qui lui permet de devenir plus puissant. La quantité de points d'expérience détermine en effet le niveau du personnage, chaque passage à un niveau supérieur lui permettant de gagner des points de vie et de mana (c'est-à-dire la quantité d'énergie magique) supplémentaires. L'expérience permet également au joueur de réciter différents types de mantras près de sanctuaires disséminés dans le donjon. Chaque mantra correspondant à une incantation — par exemple « Om Cah » — qui améliore l'efficacité d'une compétence particulière lorsqu'elle est utilisée. Les mantras les plus simples sont donnés dans le manuel de jeu et les plus complexes sont cachés dans le jeu. Le personnage dispose également d'un inventaire qui liste les objets, les armes et les armures qu'il transporte et dont il peut équiper son personnage, le nombre d'objet qu'il peut stocker étant limité par le poids de son équipement.

### Le donjon
Le donjon d'Ultima Underworld est composé de huit niveaux, le joueur devant tous les explorer avant de parvenir à retrouver la fille du baron Almric. La progression du joueur dans le donjon n'est pas linéaire, le joueur pouvant explorer les différents environnements, combattre les monstres et accomplir les quêtes du jeu dans n'importe quel ordre. Plusieurs approches sont possibles pour faire face aux différentes situations auxquelles le personnage peut être confronté,. Ainsi, le joueur peut choisir de combattre les monstres directement ou de les éviter en utilisant les mécanismes d'infiltration du jeu. Le personnage peut également effectuer différents types d'actions comme regarder vers le haut (ou vers le bas), sauter et nager,. Le jeu est conçu comme une « simulation de donjon » réaliste et interactive, le joueur doit donc gérer son personnage tout au long de l'exploration du donjon,. Pour garder une bonne condition physique, le personnage doit ainsi manger et se reposer. Pour se déplacer efficacement à travers les différents niveaux, il est également nécessaire de prévoir un moyen de s'éclairer, comme une torche, afin d'accroitre la distance de vue du personnage. Les objets se détériorent au fur et à mesure de leur utilisation et les torches se consument entièrement si le joueur oublie de les éteindre avant que le personnage ne s'endorme. Le jeu inclut un moteur physique qui permet entre autres de faire rebondir les objets lorsqu'ils sont lancés contre un mur,. Le donjon abrite également des personnages non-joueurs avec lesquels le personnage contrôlé par le joueur peut interagir en sélectionnant des phrases dans un menu de dialogue. Ces derniers peuvent notamment faire du troc avec le joueur.

### Combats
Les combats se déroulent en temps réel, le joueur pouvant combattre au corps à corps aussi bien qu'à distance. Pour faire attaquer son personnage, le joueur clique sur l'écran de jeu puis maintient le bouton de la souris enfoncé, ce temps de maintien permettant de régler la puissance du coup. Certaines armes permettent d'effectuer différents types d'attaque en fonction de l'endroit où le curseur de la souris se trouve. Par exemple, cliquer en bas de l'écran permet d'envoyer un jab alors que cliquer au milieu produit un slash. La précision des coups est ensuite calculée à l'aide d'un jet de dé simulé par le jeu. Lorsqu'ils sont blessés, les ennemis sont susceptibles de s'enfuir. Le joueur peut également lancer des sorts en sélectionnant une combinaison appropriée de runes. Comme les mantras, les runes doivent être trouvées dans le donjon avant de pouvoir être utilisées. Plus de quarante sorts sont ainsi disponible dans le jeu, certains sorts permettant par exemple de voler ou de déclencher un tremblement de terre,.

### Interface
Le joueur utilise la souris pour interagir, via une interface en pointer-et-cliquer, avec l'environnement du jeu et avec les boutons de l'affichage tête haute. Chaque bouton a une fonction particulière, ainsi, le bouton « regarder » permet au personnage d'examiner un objet, alors que le bouton « combattre » lui permet de préparer ses armes avant un combat,. Une mini-map, que le joueur peut annoter, est automatiquement complétée au fur et à mesure que le joueur explore le donjon, à condition que l'environnement soit suffisamment éclairé.

## Développement

### Début du projet
Le concept d'Ultima Underworld est imaginé début 1989 par Paul Neurath — à l'époque employé par Origin Systems — alors qu'il termine le développement de Space Rogue, un jeu vidéo qui combine des éléments de jeu de rôle en deux dimensions et de simulation de vol spatial en trois dimensions. Cette première tentative de fusionner ces deux genres se révèle prometteuse mais Paul Neurath considère qu'il doit être possible de combiner ces différents éléments d'une manière plus transparente afin de proposer une expérience encore plus immersive,.

« Je jouais beaucoup à Donjons et Dragons. Je lisais également des romans de fantasy, notamment de Robert E. Howard, Fritz Leiber, Jack Vance, Roger Zelazny, Ursula K. Le Guin et bien sûr de Tolkien. La description que Tolkien fait de la Moria m'a particulièrement marqué et cela me semblait être un bon cadre pour un jeu. »

— Paul Neurath
Paul Neurath apprécie à l'époque les jeux vidéo de rôle comme Wizardry mais il pense que leurs graphismes trop simples et trop abstraits sont un obstacle à la suspension consentie de l'incrédulité. Il considère que la présentation de Dungeon Master, avec ses graphismes en trois dimensions et sa vue subjective, représente l'avenir et souhaite donc créer un jeu de rôle fantastique qui s'en inspire. Au début des années 1990, il rédige un document de conception pour un jeu qu'il baptise Underworld décrivant des éléments tels que « des gobelins, juchés sur la proue d’un bateau à rames secoué par les vagues, tirant des flèches en direction du joueur situé au-dessus d’eux sur un pont de corde balancé par le vent »,. Il engage ensuite un ancien employé d'Origin Systems, Doug Wike, pour créer les artworks du jeu. Celui-ci dessine alors sur Deluxe Paint Animation une brève séquence animée qui présente l'interface du jeu et une créature qui se déplace vers le joueur. Cette animation pose ainsi les bases du ton et du concept du jeu et est ensuite utilisée comme une référence pendant toute la durée du développement,,. Début 1990, Paul Neurath fonde le studio Blue Sky Productions à Salem dans le New Hampshire, avec l'objectif de créer Underworld, dont le développement débute en mai 1990,.

### Équipe de développement
- Producteur : Warren Spector
- Concepteurs : Paul Neurath
- Programmation : Jonathan Arnold, Doug Church, Jon Maiara, Dan Schmidt et Carlos Smith
- Artistes : Carol Angell, Doug Wike
- Scénaristes : Brad Freeman, Dan Schmidt
- Effet sonore : Dan Schmidt
- Compositeurs : George Sanger, Dave Govett

À la création de Blue Sky Productions en 1990, l'équipe de développement du jeu n'est composée que de Paul Neurath pour la conception, de Doug Church — alors étudiant au Massachusetts Institute of Technology — pour la programmation et de Doug Wike pour la conception artistique. Peu après la signature du contrat avec Origin System, Doug Church recrute Dan Schmidt, un de ses amis venant tout juste d'être diplômé du MIT, pour l'assister dans la programmation du moteur de jeu. Du fait de la petite taille de l'équipe, chacun de ses membres doit assumer plusieurs rôles dans le développement. Ainsi, les deux premiers niveaux du jeu sont conçus par Paul Neurath, alors que les suivants l'ont été par les artistes, les concepteurs et les programmeurs. En même temps que son travail de programmation, Doug Church prend peu à peu les responsabilités de chef de projet,,. Paul Neurath, qui gérait le studio au jour le jour au début du développement, devient peu à peu plus impliqué dans l'aspect gestion et financier de la société.

### Programmation
Une des premières difficultés rencontrée par les développeurs concerne l’implémentation du mapping des textures. Paul Neurath a en effet testé ce système à la fin des années 1980 mais sur son Apple II, le résultat se révèle trop lent pour être d'une utilité pratique. Il pense cependant que les IBM PC de l'époque, plus puissants, seront capables de gérer cette fonction. Il décide donc d'utiliser un algorithme programmé par Chris Green et Matt Toschlog du studio Lerner Research — qu'il connait par l'intermédiaire de Ned Lerner avec qui il a travaillé sur Deep Space — permettant d'utiliser cette fonctionnalité. En combinant cet algorithme avec le moteur de jeu de Space Rogue et le code source en assembleur de Car and Driver, l'équipe de Blue Sky Productions parvient à programmer en environ deux mois un premier prototype de moteur de jeu. Si celui-ci permet un véritable mapping des textures sur les murs, les plafonds et les sols sont en revanche uniformes et les couloirs ont tous la même hauteur. L'équipe fait une démonstration de ce prototype lors du Consumer Electronics Show en juin 1990. Bien qu'il permette uniquement de se déplacer dans un simple labyrinthe dépourvu d'éclairage, de plancher et de monstres, celui-ci parvient à impressionner Origin Systems qui signe alors un accord avec Blue Sky Productions pour publier le jeu,.
La première année de développement est ensuite entièrement consacrée à la conception du moteur de jeu et des technologies associées. L'équipe abandonne ainsi le moteur de jeu de Space Rogue et commence à en programmer un nouveau qui permet d'afficher un monde en trois dimensions crédible avec des variations de hauteurs et des textures sur les sols et les plafonds. Pour représenter les personnages, les développeurs utilisent des sprites en deux dimensions mais également des modèles en trois dimensions, l'équipe considérant que le jeu doit avoir ce type d'objet pour avoir un aspect visuel satisfaisant,. Les programmeurs intègrent également au jeu un moteur physique pour calculer la trajectoire des projectiles, ainsi qu'un modèle d'éclairage qui est programmé au cours de l'alpha test du jeu,,.

### Conception
L'objectif de Paul Neurath est de créer une « simulation de donjon en trois dimensions » mais il ne formalise aucun document de conception. L'équipe ne travaille donc qu'à partir de cette idée et la conception suit un processus itératif, que les développeurs désignent sous le terme de « création dynamique », qui implique de nombreuses expérimentations et retours en arrière. De plus, l'équipe est jeune et peu expérimentée dans ce domaine, ce qui oblige les développeurs à improviser en permanence. Ils imaginent ainsi de nombreux concepts qui sont ensuite abandonnées lorsqu'ils réalisent qu'ils ne fonctionnent pas comme ils l’espèrent. Ces itérations se révèlent utiles mais entraînent une charge de travail anormalement élevée, l'équipe ayant par exemple créé quatre systèmes de mouvement et plusieurs systèmes de combat avant de statuer sur la question,. Certaines de ces expérimentations ont ainsi conduit l'équipe à écrire du code pour de nombreuses idées qui n'ont finalement pas d'impact sur le gameplay final du jeu.
Pour l'écriture du scénario et des dialogues, Paul Neurath engage au départ un scénariste mais celui-ci ne correspond pas à leurs attentes et les membres de l'équipe décident finalement d'écrire eux-mêmes le scénario. En même temps que son travail de programmation, Doug Church participe donc à l'écriture de l'histoire avec Dan Schmidt,,. Le travail d'écriture nécessaire pour chaque niveau est confié au créateur du niveau en question, Schmidt étant ensuite chargé de corriger ces dialogues afin de les rendre cohérent avec le reste du jeu. L'héritage de la série Ultima s'est révélé extrêmement utile en donnant à l'équipe un socle pour leurs expérimentations.
Schmidt a également créé les effets sonores du jeu qui ont été synthétisés dans un éditeur sonore, aucun son n'ayant été enregistré pour le jeu.

### Production

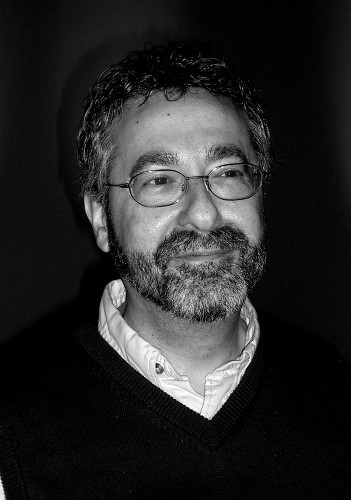
Warren Spector, le producteur du jeu.

Après la démonstration du premier prototype du moteur de jeu en juin 1990, Origin Systems se montre intéressé par le projet,,,. Cet été-là, les deux sociétés signent un accord pour la publication du jeu et le CEO d'Origin Systems, Richard Garriott, suggère de retravailler Underworld afin qu'il puisse se dérouler dans l'univers de la série Ultima. Celui-ci est alors renommé Ultima Underworld,. Malgré l'engouement initial suscité par le projet et son intégration dans la franchise Ultima, l'équipe d'Origin Systems n'est au départ que peu impliquée dans le développement, notamment du fait des 1 500 miles qui séparent le studio du siège de l'éditeur,,. Les développeurs ont alors le sentiment qu'Origin ne croit pas vraiment à leur capacité à terminer le jeu.
Bien que Warren Spector espère produire le jeu dès le début du développement, il n'est pas assigné à ce rôle et il expliquera plus tard avoir envié le producteur chargé du projet. Environ un an après le début du développement, l'équipe découvre que leur deuxième producteur, le premier a en effet quitté Origin peu après le début du projet, a décidé d'abandonner le projet,,. D'après Paul Neurath, aucun de ces deux premiers producteurs n'étaient vraiment investis dans le développement du jeu et après ce deuxième départ, l'équipe se passe donc de producteur pendant un certain temps,. Des rumeurs circulent alors au sujet d’un possible abandon du projet par Origin. À la suite d'une proposition de l'équipe, c'est finalement Warren Spector, qui avait déjà travaillé avec Paul Neurath sur Space Rogue, qui est nommé producteur. Pour Church, ce changement de producteur se révèle être une grande victoire,,. Spector commence en effet à interagir régulièrement avec l'équipe par téléphone ou en rendant lui-même visite aux développeurs,. D'après Neurath, Warren a très vite compris ce que l'équipe tentait d'accomplir avec Ultima Underworld et il devient leur principal défenseur au sein d'Origin. Pour lui, si le rôle de producteur n'avait pas été confié à Warren, le jeu n'aurait peut-être jamais vu le jour. Du fait de son expérience dans le domaine, l'aide apportée par Warren Spector aux développeurs se révèle précieuse. L'équipe souligne ainsi que grâce à son expérience et à sa vue d'ensemble sur le projet, il a notamment aidé l'équipe à finaliser le jeu et à le faire devenir réalité en maintenant l'équipe concentrée sur son objectif.
Pour créer le jeu, l'équipe reçoit une avance de 30 000 USD, mais son coût final atteindra 400 000 USD. Le jeu a donc été partiellement financé par Ned Lerner et Paul Neurath, grâce notamment aux royalties de Space Rogue. Pendant toute la durée du développement, le studio est obligé de gérer un budget serré.

### Fin du projet
« Nous étions huit dans cette pièce de 15 mètres par 15, assis dans d'inconfortables chaises de bureau rouges, faxant des listes de bugs à Origin et en recevant, avec la musique à fond et jouant à Monkey Island II environ 30 minutes par jour pour éviter de devenir fou. »

— Doug Church
Les quatre derniers mois de développement se révèlent être une période critique,. Afin d'éviter que plusieurs membres de l'équipe aient à faire la navette entre le Massachusetts et le studio, Paul Neurath loue un petit espace de bureau dans un bâtiment de service social de Somerville,,. Le mobilier de ces bureaux consistent en de modeste tables pliantes et de « chaises de bureau rouges inconfortables »,,. Bien que cette phase du développement se déroule en plein hiver, ces bureaux sont pleins de courants d'air et peu chauffés,. Pour les aider à déboguer le jeu, l'équipe recrute certains de leurs amis de l'université comme Marc LeBlanc et Warren Spector reste dans ces nouveaux bureaux pendant environ un mois et demi. La version finale du jeu est ainsi délivrée deux ans après le début du développement et le jeu est finalement publié en mars 1992,.

## Accueil

### Critiques
| Ultima Underworld |    |        |
| ACE               | US | 93,8 % |
| Datormagazin      | US | 5/5    |
| Dragon            | US | 6/5    |
| Gen4              | FR | 99 %   |
| Joystick          | FR | 99 %   |
| Pelit             | US | 98 %   |
| Play Time         | US | 95 %   |
| Power Play        | US | 94 %   |
| Tilt              | FR | 20/20  |

À la sortie du jeu, le journaliste du magazine ACE considère qu’Ultima Underworld est « une nouvelle étape dans l’évolution du genre » et juge que les développeurs ont réussi à créer une simulation de donjon « terriblement réaliste ». Bien qu’il regrette que les sprites des personnages nuisent un peu à l’atmosphère du jeu, il conclut sa critique en affirmant « si vous avez un PC, alors vous devez avoir Ultima Underworld ». Cet avis est partagé par les critiques du magazine Dragon qui estiment que le jeu est, de loin, le meilleur du genre auquel ils aient eu l’occasion de jouer et qui se demandent comment les autres jeux vont réussir à se mesurer à lui. En 1992, Allen Greenberg le décrit dans Computer Gaming World comme un « projet ambitieux » qui ne va pas sans « sa part de problèmes ». Il salue le scénario du jeu et ses énigmes bien pensées, mais n’a pas aimé son système de contrôle « robotique » et sa perspective « confuse ». Le journaliste note également que d’autres jeux de ce type ont bénéficié d’effets sonores et de graphismes bien plus impressionnants avant de conclure qu’Ultima Underworld est « défi divertissant porté par un moteur de jeu unique ». Dans le même magazine, Scorpia fait également un constat positif en expliquant que malgré ses défauts, Ultima Underworld est un impressionnant premier jeu. La critique juge notamment que l’attention méticuleuse apporté par les développeurs à la conception d’un environnement de donjon réaliste est remarquable et conclut qu’il est l’avenir du genre. Dans un nouvel article publié en 1993, le même journaliste salue les superbes graphismes d’un jeu qu’il considère comme un « indispensable ». En France, le magazine Tilt se montre également particulièrement flatteur, n'hésitant pas à décrire Ultima Underworld comme « le premier pas vers la réalité virtuelle, c'est-à-dire le jeu de demain ». Ultima Underworld restera d'ailleurs le seul jeu vidéo de la longue histoire du magazine français à y avoir reçu la note de 20/20.

### Ventes
À sa sortie, Ultima Underworld ne connait pas immédiatement le succès, ce qui pousse Origin Systems à réduire le budget marketing du jeu. Dans les années qui suivent, la popularité du jeu s’accroît néanmoins peu à peu grâce au bouche-à-oreille, permettant au jeu de dépasser les 500 000 exemplaires vendus,.

### Récompenses
En 1992, le jeu se voit récompensé par de nombreux prix décernés par la presse spécialisée :
- Origins Award du meilleur jeu vidéo de fantasy ou de science-fiction[47]
- Nommé pour le prix du meilleur jeu lors de la Game Developers Conference[48]
- Tilt : Tilt d'or du meilleur jeu de rôle[49]
- Gen4 : 4 d'or du meilleur jeu de rôle[50]
- Computer Gaming World : Jeu de rôle de l'année[51]
- Chicago Tribune : Jeu de l’année[52]

Ultima Underworld gagne ensuite sa place dans de nombreux Halls of Fame de la presse spécialisée, dont ceux des sites GameSpy et IGN et du magazine Computer Gaming World,,,. En 1997, le magazine PC Gamer le classe 20e dans son classement des cinquante meilleurs jeux de tous les temps. En 2004, les lecteurs du magazine Retro Gamer le classe à la 62e position du classement des meilleurs « retro game », la rédaction le désignant comme l'un des meilleurs titres de la longue série des Ultima.

## Postérité

### Impact technologique
Ultima Underworld est généralement considéré comme le premier jeu vidéo de rôle se déroulant dans un environnement en trois dimensions que le joueur observe en vue subjective et dans lequel il se déplace de manière fluide. Il a influencé de nombreux développeurs qui s'inspirent de son moteur et de son système de jeu pour développer des titres comme Legends of Valour qui, à sa sortie, est présenté comme une version améliorée de son prédécesseur. D'après un journaliste du site Gamasutra, il a influencé tous les jeux vidéo de rôles en 3D, de Morrowind à World of Warcraft, aussi bien en matière de graphisme qu'en matière de système de jeu. D'après lui, Ultima Underworld a permis au genre d'évoluer d'une interface textuelle à un monde entièrement en trois dimensions. Il est généralement considéré comme le premier jeu vidéo en vue subjective à avoir bénéficié d'une bande originale dynamique, les actions du joueur influençant la musique.

### Influences
D'après certaines sources, Ultima Underworld a notamment influencé id Software qui s'inspire de celui-ci lors de la création du code de mapping des textures du jeu Catacomb 3-D, un des précurseurs de Wolfenstein 3D. La nature de cette influence ne fait cependant pas l'unanimité. Ainsi, dans le livre Masters of Doom, David Kushner affirme que le concept a seulement été évoqué lors d'une conversation téléphonique entre Paul Neurath et John Romero en 1991. De son côté, Paul Neurath affirme que John Carmack et John Romero ont assisté à la démonstration du premier prototype d'Ultima Underworld en 1990 et se souvient d'un commentaire de Carmack qui affirmait alors être capable de concevoir un algorithme de mapping des textures plus rapide,.
Le jeu a également influencé BioShock, Ken Levine — le concepteur de ce dernier — affirmant que pour tous les jeux sur lesquels il a travaillé, il s'est inspiré d’Ultima Underworld,,. Le concepteur de Gears of War, Cliff Bleszinski, cite également Ultima Underworld comme ayant influencé son travail et note que celui-ci a, pour lui, eu beaucoup plus d'impact que Doom. D'autres jeux ont également été influencés par Ultima Underworld dont The Elder Scrolls: Arena, Deus Ex, Deus Ex: Invisible War, Vampire: The Masquerade - Bloodlines et Half-Life 2. De son côté, Toby Gard affirme avoir été un fan d'Ultima Underworld  et s'être inspiré de ce dernier pour concevoir le jeu Tomb Raider. Ultima Underworld a également été une source d'inspiration importante pour les développeurs du studio Looking Glass Technologies dans le cadre du développement de System Shock.

### Suites
Malgré les progrès technologiques apportés par Ultima Underworld, Origin Systems choisit de continuer d'utiliser des graphismes en deux dimensions et en vue du dessus pour les titres suivants de la série Ultima. Le moteur de jeu est cependant réutilisé pour une suite, baptisée Ultima Underworld II: Labyrinth of Worlds, qui est publiée en 1993. Le studio envisage ensuite de créer un troisième Ultima Underworld mais Origin Systems refuse leur proposition. Après un nouveau refus de la part d'Electronic Arts concernant le développement d'un troisième volet, Arkane Studios décide de créer un successeur spirituel d'Ultima Underworld qu'ils baptisent Arx Fatalis.
Au début des années 2000, Paul Neurath contacte Electronic Arts au sujet d'une éventuelle adaptation du jeu sur Pocket PC. Bien que l'éditeur refuse sa proposition, il l'autorise à rechercher un studio de développement pouvant réaliser ce projet. L'adaptation est ainsi confiée au studio ZIO Interactive, Doug Church et Floodgate Entertainment leur apportant leur aide dans le développement, et la version Pocket PC du jeu est éditée en 2002,

#### Sources primaires
- [Origin Systems 1992] (en) Ultima Underworld : Player Guide, Origin Systems, 1992, 32 p.
- [Harrison 1992] (en) Mike Harrison, Ultima Underworld : Memoirs of Sir Cabirus, Origin Systems, 1992, 30 p.
- [Allston 1992] (en) Aaron Allston, Ultima Underworld Clue Book : Mysteries of the Abyss, Origin Systems, 1992, 64 p. (ISBN 978-0-929373-08-9)

#### Guide de jeu
- [Addams 1992] (en) Shay Addams, The Official Book of Ultima, Compute! Books, 1992, 308 p. (ISBN 978-0-87455-264-5)

#### Sources secondaires
- [Hallford 2001] (en) Jana Hallford, Swords & Circuitry : A Designer's Guide To Computer Role-Playing Games, Prima Tech, 2001, 514 p. (ISBN 978-0-7615-3299-6)
- [Rouse 2005] (en) Richard Rouse, Game Design : Theory & Practice Second Edition, Wordware Publishing, 2005, 698 p. (ISBN 978-1-55622-912-1)